# Euphaedra (Xypetana) jacqueshecqui
Euphaedra (Xypetana) jacqueshecqui es una especie de Lepidoptera de la familia Nymphalidae, subfamilia Limenitidinae, tribu Adoliadini, pertenece al género Euphaedra, subgénero (Xypetana).

## Localización
Esta especie de Lepidoptera se distribuye por la República Democrática del Congo (África).